# António Augusto Azevedo
António Augusto de Oliveira Azevedo (ur. 14 czerwca 1962 w São Pedro de Avioso) – portugalski duchowny rzymskokatolicki, biskup Vila Real od 2019.

## Życiorys
Święcenia kapłańskie otrzymał 13 lipca 1986 i został inkardynowany do diecezji Porto. Po kilkuletnim stażu wikariuszowskim pracował jako kapelan wojskowy, a w latach 1990–2000 kierował parafią w Vilar do Paraíso. W latach 2000–2003 studiował w Rzymie, a w kolejnych latach pracował w diecezjalnym seminarium. W 2012 został rektorem tej uczelni.
9 stycznia 2016 papież Franciszek mianował go biskupem pomocniczym diecezji Porto, ze stolicą tytularną Cemerinianus. Sakry udzielił mu 19 marca 2016 biskup António Francisco dos Santos.
11 maja 2019 został mianowany biskupem diecezji Vila Real.